# Hanok (fils de Ruben)
Pour les articles homonymes, voir Hanok.
Hanok est un fils de Ruben fils de Jacob et de Léa. Ses descendants s'appellent les Hanokites.

## Hanok et ses frères
Hanok a pour frères Pallou, Hetsrôn et Karmi,,,.

## Hanok en Égypte
Hanok part avec son père Ruben et son grand-père Jacob pour s'installer en Égypte au pays de Goshen dans le delta du Nil.
La famille des Hanokites dont l'ancêtre est Hanok sort du pays d'Égypte avec Moïse.